# Didymocantha pallida
Didymocantha pallida är en skalbaggsart som beskrevs av Thomas Broun 1893. Didymocantha pallida ingår i släktet Didymocantha och familjen långhorningar. Inga underarter finns listade i Catalogue of Life.